# イエス教日本世界宣教会
イエス教日本世界宣教会（イエスきょうにほんせかいせんきょうかい、英語名称は Jesus Japan World Mission、略称:J.J.W.M）とは、大韓イエス教長老会合同派総会からの派遣宣教師が日本国での宣教のために、日本人と在日韓国人らと共に1995年4月に設立した宣教団体。

## 沿革
1995年4月に韓国のイエス教長老会合同派総会（大韓イエス教長老会）からの派遣宣教師と共に、日本人と在日韓国人らによって設立された。

## 所属教会
- 大阪弟子教会-1996年4月30日、金沢泰裕が設立し、担当牧師も務める。牧師は金沢千容子。大阪市中央区[2]。
- 大阪愛の教会-大阪市生野区。担当牧師は韓国出身の韓国人の徐範鍚、宣教師は呉 真実[3][2]。
- 旧東京弟子教会（平和キリスト教会）-2014年4月以降から東京都杉並区上井草。担任牧師は 橋本 哲哉[2]。
- 平和キリスト教会三河島礼拝堂- 東京都荒川区。担任牧師は徐 康泰、宣教師は朴 敬姫[4]。
- 沖縄弟子教会-宜野湾市。担任牧師は稲川 奎一、伝道師は尹 嘉梅[5][2]。
- 鹿児島弟子教会-阿久根市。説教者は岩塚 史郎[2]。
- 神戸弟子教会-2010年10月に設立。設立者が担当牧師も務める[2][6][7]、宣教師は李 榮珠[2]。
- 日本弟子教会（日本弟子教会祈祷院）-千葉県大網白里市[8]
- オールネイションズ教会－大阪市浪速区元町所在、主任牧師は呉慶燮。

## 関連
- 韓国のキリスト教/プロテスタント/牧師
- 在日韓国人
- 金沢泰裕-大阪弟子教会の設立者。在日韓国人3世の元暴力団員、組織傘下の大阪弟子教会、東京弟子教会の担任牧師。